# Nio (empresa)
A Nio (também conhecida como Nio Fibra ou Nio Internet e estilizada como nio) é uma empresa de Internet banda larga de alta velocidade subsidiária da V.tal. A tecnologia adotada pela operadora para prover internet banda larga é fibra ótica FTTH. A operadora oferece as modalidades residencial ou empresarial da banda larga e telefone fixo por fibra para todas as capitais e todos os estados brasileiros.
Até 2024, era o principal produto da operadora Oi, em função da venda da divisão de telefonia móvel da companhia. Em operação concluída em fevereiro de 2025, foi adquirida pela V.tal, empresa de telecomunicações controlada por fundos do BTG Pactual.

## História

### Velox
A primeira forma de comercialização de banda larga disponibilizada pela Telemar (atual Oi) para seus clientes foi a partir das tecnologias ISDN e ADSL, de modo que as linhas ISDN começaram a ser ofertadas para clientes residenciais em janeiro de 2000 e linhas ADSL para pequenas e médias empresas em abril de 2001. Em 2001 a Telemar lança oficialmente o seu produto de banda larga via ADSL, denominado de Velox.
Em 2007, buscando convergência, a Telemar resolve adotar a marca Oi, deste modo o Velox passa a ser renomeado para Oi Velox. Já em 2009, com o processo de incorporação da Brasil Telecom pela Oi, o serviço de internet ADSL da Brasil Telecom, denominado de BRTurbo, é renomeado e passa adotar também a marca Oi Velox.
Até 2008, a Oi Velox possuía as maiores distorções nas velocidades e nos preços, com características variando enormemente, inclusive entre cidades vizinhas. Devido a esta enorme disparidade nas velocidades e nos preços comercializados em capitais brasileiras, em contraste com as demais cidades da região de atuação, se constituiu numa prática comercial questionada na justiça.
De forma restrita, em 2012 a Oi apresenta o Velox Fibra. Tratou-se de um produto de internet banda larga de fibra ótica com velocidades de até 200 megas. A área de cobertura ficou restrita a poucos bairros selecionados de Belo Horizonte e Rio de Janeiro. O Velox Fibra foi a primeira experiência da operadora na modalidade de fibra ótica. 
Posteriormente em 2015, a Oi anunciou seus novos planos de internet banda larga, agora denominado de apenas Oi Internet. A operadora resolveu adotar a tecnologia VDSL para conseguir oferecer velocidades de até 35 megas. Foi portanto de uma evolução significativa na velocidade comparado ao ADSL que era ofertado pela Oi Velox.
Em 2021, a Oi inicia um processo de descontinuação de sua rede em cobre ADSL e VDSL em várias regiões do Brasil, enfatizando portanto seu novo serviço de acesso a banda larga baseada em fibra ótica, a Oi Fibra.

### Oi Fibra

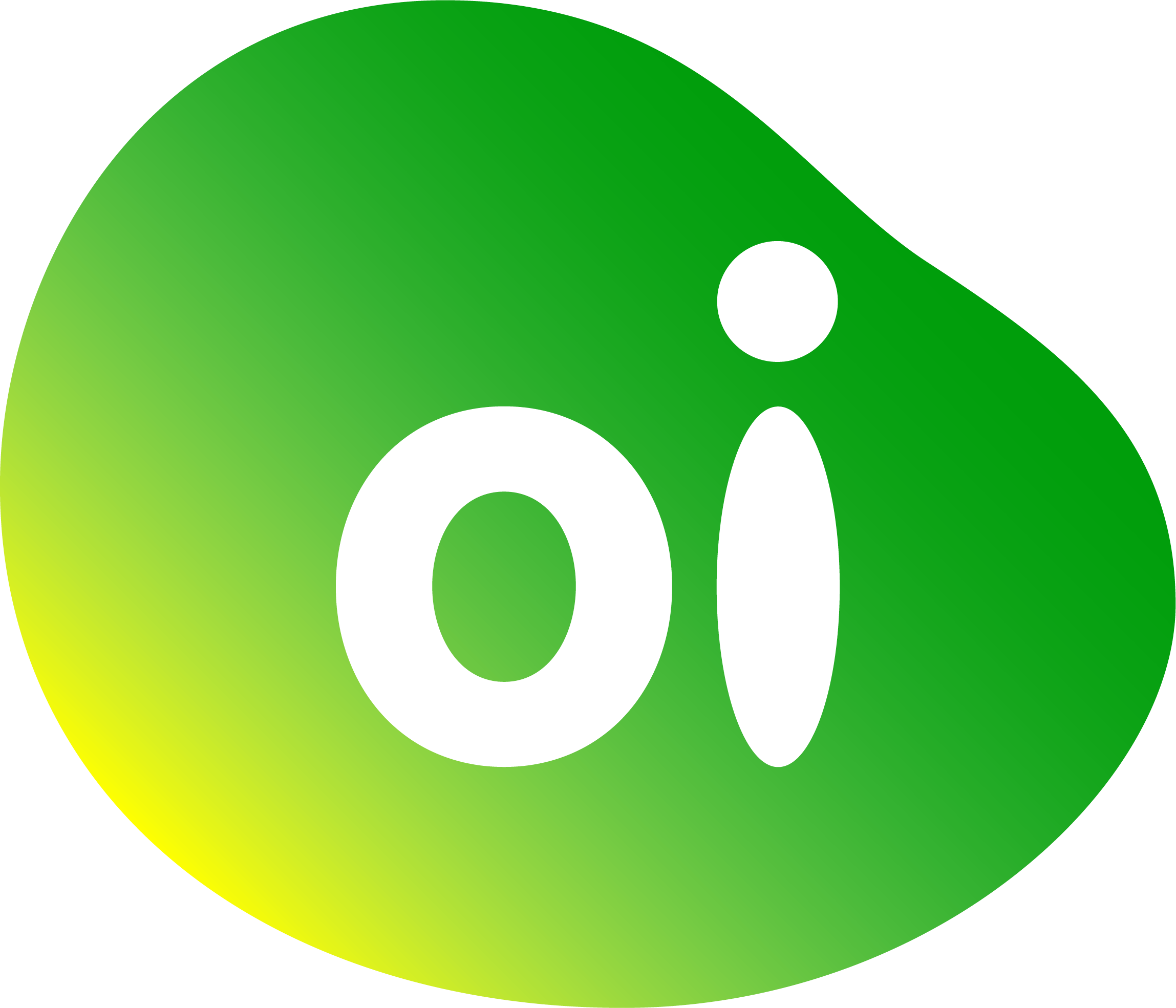
Logomarca da Oi (2022-2025)

Em 2019, a Oi inicia uma nova estratégia de modernização de seu produto de banda larga. A operadora resolve adotar a fibra ótica, em oposição as tecnologias de ADSL e VDSL que eram utilizadas até então. Houve portanto uma reorganização estratégica e o produto Oi Internet foi renomeado para Oi Fibra.
Em 28 de abril de 2021, a operadora iniciou suas operações de internet em fibra ótica na cidade de São Paulo para os clientes residencial e empresarial, sendo que a mesma já operava internet em banda larga na cidade através do Oi Soluções para clientes corporativos.
Em agosto de 2022, a Oi Fibra apresentava mais de 3 milhões de clientes conectados em internet banda larga de alta velocidade FTTH em todo o território nacional, caracterizando pelo principal serviço da operadora.
A Oi Fibra oferecia planos de internet com velocidades entre 200MB/s e 1GB/s sendo um dos principais provedores em marketshare do Brasil no passado.
Em setembro de 2024, em segunda rodada de leilão realizado pela 7ª Vara Empresarial do Tribunal de Justiça do Rio de Janeiro, a V.tal apresentou proposta de R$ 5,6 bilhões pela carteira de clientes de fibra óptica da ClientCo, subsidiária de banda larga da Oi. A empresa é a terceira maior operadora de internet banda larga do país, com 9,3% de participação de mercado e tem 4,3 milhões de clientes em 296 cidades. A proposta dependia ainda do aval dos credores, do CADE e da Anatel.

### Mudança para Nio
Após a venda da Oi Fibra para a V.tal perante aquela recuperação judicial, a V.tal anunciou que a Oi Fibra passará a se chamar Nio. O nome da empresa foi escolhido para dar a ideia de que se trata de um projeto novo, embora a empresa seja uma velha conhecida do mercado. No comunicado enviado à imprensa, a V.tal explicou que os canais de atendimento da Oi Fibra seguiriam os mesmos por um período. A operação sob a marca "Nio" só iniciou meses depois.
Em 22 de maio de 2025, a Nio foi lançada oficialmente após alguns meses com a marca "Oi Fibra".